# Eupterotegaeus nasalis
Eupterotegaeus nasalis är en kvalsterart som beskrevs av Sitnikova 1979. Eupterotegaeus nasalis ingår i släktet Eupterotegaeus och familjen Cepheidae. Inga underarter finns listade i Catalogue of Life.